# Rue Sylvain-Pâris
La rue Sylvain-Pâris est une rue de Nantes en France.

## Situation et accès
Cette rue est située dans le premier arrondissement de Nantes, dans le quartier Hauts-Pavés - Saint-Félix. Elle va de la place Saint-Félix au boulevard Amiral-Courbet.

## Origine du nom
Elle rend hommage à Claude-Sylvain Pâris (1745-1815), négociant, président du tribunal de commerce et maire de Nantes sous le Consulat.

## Historique
Son nom actuel lui a été donné le 31 décembre 1856.

## Sources bibliographiques
- Édouard Pied, Notices sur les rues de Nantes, 1906, p. 222.